# Margarete Sambiria

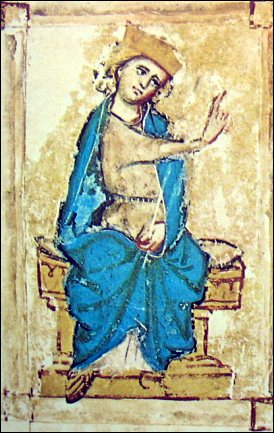
Margarete Sambiria

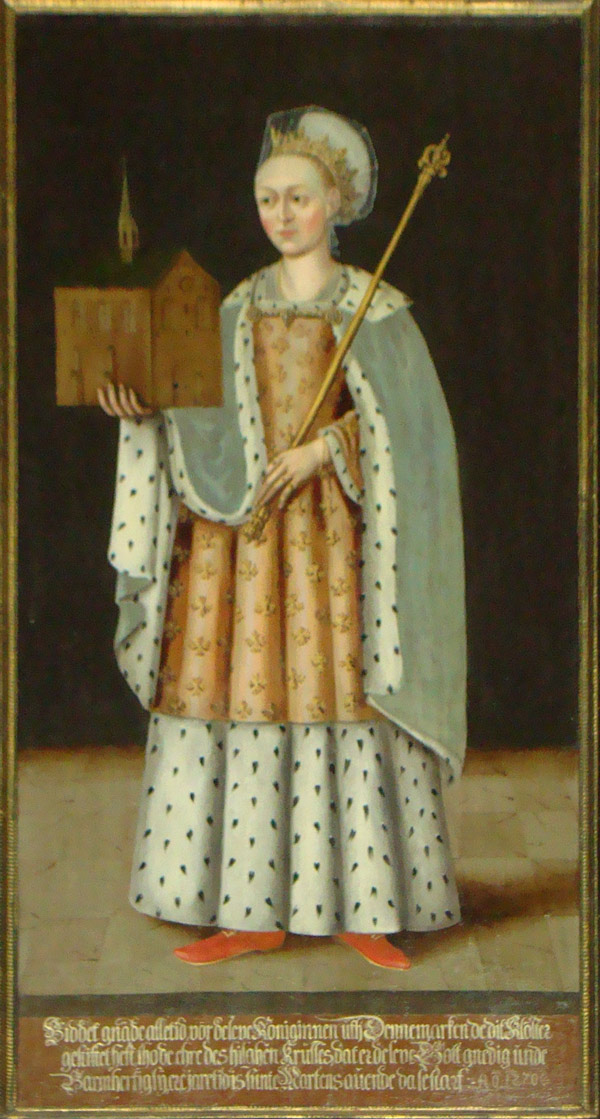
Margarete von Dänemark, Stifterbild in der Klosterkirche in Rostock

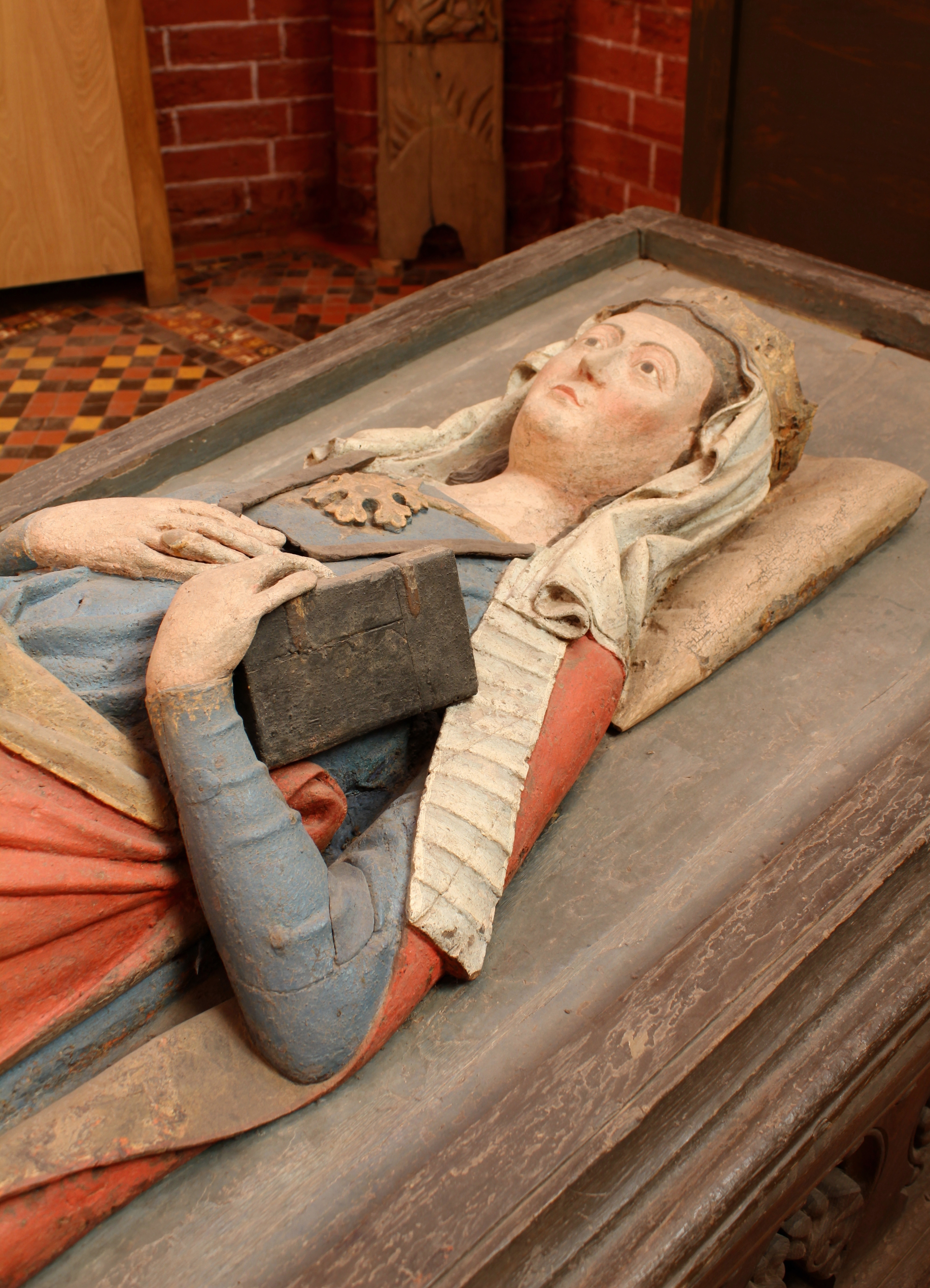
Margaretes Grab im Doberaner Münster

Margarete Sambiria (auch Samboria oder Margarete Spraenghest genannt) (* um 1230; † 1. Dezember 1282 in Rostock) war die Tochter Herzogs Sambors II. von Pommerellen und Mechthilds von Mecklenburg, der Tochter Heinrich Borwin II. von Mecklenburg. Margarete wurde durch Heirat Königsgemahlin und später Regentin von Dänemark.

## Leben
Während ihrer Jugend kam es zu kriegerischen Auseinandersetzungen zwischen ihrem Vater und dessen Bruder Swantopolk II. Sie erhielt eine Erziehung, wie sie üblicherweise nur Männern auferlegt war, zu der insbesondere das Kriegshandwerk inklusive des Reitens gehörte.
1248 heiratete sie auf Burg Glambek auf Fehmarn Christoph I. von Dänemark und wurde 1252 mit ihm in Lund gekrönt. Um 1254 begann Christophs Fehde mit dem Erzbischof von Lund Jakob Erlandsen, Erik I. von Schleswig (Südjütland) und dem holsteinischen Grafen  Gerhard I. Gemeinsam mit ihrem Vater versuchte sie 1256 erfolglos einen Vergleich der streitenden Parteien zu erreichen. Als Christoph Ende Mai 1259 unerwartet in Ribe starb – es hieß, dass er ermordet wurde –, war sie bis 1264 Vormund für ihren Sohn Erik V. Klipping. In dieser Funktion setzte sie die Fehde ihres verstorbenen Mannes fort. Ein seeländisches Bauernheer, mit dem sie sich kurz nach Christophs Tod dem auf der Seite des Erzbischofs kämpfenden Fürsten Jaromar II. von Rügen entgegenstellte, wurde am 14. Juni 1259 bei Næstved vernichtend geschlagen. Nach einer Niederlage in der Schlacht auf der Lohheide am 29. Juni 1261 wurden sie und ihr Sohn von den holsteinischen Grafen Gerhard I. gefangen genommen. Sie kam unter Vermittlung des Herzogs Albrecht von Braunschweig-Lüneburg und der Markgrafen Johann I. und Otto III. von Brandenburg wieder frei. Sie gewann die Initiative zurück und regierte sogar noch weiter, als ihr Sohn, der erst 1264 nach Dänemark zurückkehren konnte, bereits mündig geworden war.
Sie erhielt den Beinamen Schwarze Margaret bzw. Swarte Gret und Margarete das Pferd, denn sie soll „über Kräfte wie ein Ross“ verfügt haben.
Später söhnte sie sich mit der Geistlichkeit wieder aus. Nach der Gründungslegende des Klosters Zum Heiligen Kreuz in Rostock brachte sie 1270 ein Stück des heiligen Kreuzes mit, das sie von einer Wallfahrt nach Rom vom Papst erhalten hatte. Diese Reliquie soll sie angeblich dem von ihr in Rostock gegründeten Kloster zum Heiligen Kreuz gestiftet haben. Dort hielt sie sich in ihren letzten Jahren auf und starb 1282. Sie wurde im Doberaner Münster beigesetzt.